# Murtal Schnellstraße
Die Murtal Schnellstraße S36 ist eine Schnellstraße in der Steiermark und eine wichtige Nord-Süd-Achse in Österreich. Die S36 beginnt am Knoten St. Michael in direkter Verlängerung der Semmering Schnellstraße S6 und führt derzeit bis Judenburg-West. Außerdem ist der Abschnitt zwischen St. Georgen und Unzmarkt in Betrieb. Damit sind von den geplanten 58 Kilometern knapp 45 in Betrieb.
In Verbindung mit der S6, der B317 über den Perchauer Sattel (östlich vom Neumarkter Sattel) und der S37 stellt sie eine Alternativverbindung zur Süd Autobahn A2 von Wien nach Kärnten dar.
Die S36 steht straßenverkehrsrechtlich im Rang einer Autobahn und ist vignetten- bzw. mautpflichtig. Der Betrieb und die Instandhaltung erfolgt durch die staatliche Autobahnbetreibergesellschaft ASFINAG.

## Geschichte

### Bau
Die S 36 wurde erst spät am Ende des 20. Jahrhunderts in ihrem bisherigen Ausmaß fertiggestellt, hauptsächlich in den 1980ern. Ausgewiesen worden war sie schon mit der Novelle des Bundesstraßengesetzes 1971/74.
Vor Fertigstellung einzelner Teilabschnitte der Murtal Schnellstraße wurden die heutigen Landesstraßen parallel zur S 36 als B 336 Murtal Ersatzstraße  geführt.
Vom Beginn beim Knoten St. Michael führt die S 36 über Knittelfeld und Zeltweg bis nach Judenburg. Das Ende der Schnellstraße bildet die Abfahrt Judenburg West.
| Eröffnung  | Streckenabschnitt                          | Länge     |
| ---------- | ------------------------------------------ | --------- |
| 25.11.1977 | ASt Judenburg Ost – ASt Judenburg West     | 4,696 km  |
| 30.06.1980 | ASt Zeltweg West – ASt Judenburg Ost       | 3,027 km  |
| 30.06.1983 | ASt Knittelfeld Ost – ASt Knittelfeld West | 2,963 km  |
| 01.12.1985 | Preg – ASt Knittelfeld Ost                 | 10,355 km |
| 13.11.1986 | ASt Knittelfeld West – ASt Zeltweg West    | 6,945 km  |
| 07.07.1988 | Knoten St. Michael – Preg                  | 4,696 km  |

### Aktueller Ausbau
Derzeit ist eine Verlängerung der Schnellstraße im Murtal bis Scheifling in Arbeit. Sie war seit 1995 geplant. Im Anschluss daran sollte mit der geplanten Klagenfurter Schnellstraße S 37 eine hochrangige Verbindung nach Kärnten hergestellt werden.
Um das Jahr 2005 wurde vom Verkehrsministerium eine strategische Prüfung des Ausbaues der B 317 vorgenommen. Im November 2010 wurde diese Verlängerung,    deren Baubeginn unmittelbar bevorgestanden hatte, jedoch bis auf weiteres aufgeschoben.
Im Mai 2013 wurde damit begonnen, die S 36 im Abschnitt zwischen St. Georgen ob Judenburg und Scheifling (B 317) auszubauen. Im ersten Abschnitt wurde dabei die Bestandstrecke St. Georgen – Unzmarkt auf einer Länge von ca. 7,5 km adaptiert und durchgehend auf zwei Fahrstreifen pro Richtung erweitert (firmierte bis 2020 als B 317, km D7,8–D12,8), und eine 610 m lange Unterflurtrasse in St. Georgen errichtet (Fertigstellung Ende 2015), die 950 m lange Unterflurtrasse Unzmarkt wurde 2020 fertiggestellt. (Durchschlag Dezember 2018). Der weitere Ausbau Richtung Kärnten ist derzeit nicht geplant.
| Eröffnung | Streckenabschnitt           | Länge    |
| --------- | --------------------------- | -------- |
| 2015      | Unterflurtrasse St. Georgen | 0,61 km0 |
| 2020      | St. Georgen – Unzmarkt      | 3,4 km0  |
| 2020      | Unterflurtrasse Unzmarkt    | 0,95 km0 |

Klimaschutzministerin Leonore Gewessler erforderte im Jahr 2021 eine Evaluierung aller Bauprojekte der ASFINAG, um sie auf ihre Umsetzbarkeit zu prüfen. Dabei wurden auch der Lückenschluss der S36 zwischen Judenburg und St. Georgen sowie der weitere Abschnitt bis Scheifling untersucht. Gewessler hat am 25. November 2021 nach der Evaluierung angekündigt, dass der Weiterbau bis Scheifling nicht umgesetzt wird. Der Lückenschluss zwischen Judenburg und St. Georgen soll erfolgen, jedoch muss die geplante Trasse neu überdacht und verbessert werden. Laut ASFINAG ist der Baubeginn für 2027 vorgesehen, die Fertigstellung soll 2032 erfolgen.